# Медвежий (приток Поноя)
Медвежий — ручей в России на Кольском полуострове, протекает по территории Ловозерского района Мурманской области. Устье реки находится в 290 км по правому берегу реки Поной. Длина реки — 21 км, площадь водосборного бассейна — 135 км². Берёт начало из озера Медвежье на высоте 158,8 м.

## Данные водного реестра
По данным государственного водного реестра России относится к Баренцево-Беломорскому бассейновому округу, водохозяйственный участок реки — река Поной. Речной бассейн реки — бассейны рек Кольского полуострова и Карелии, впадает в Белое море.